# T-järn

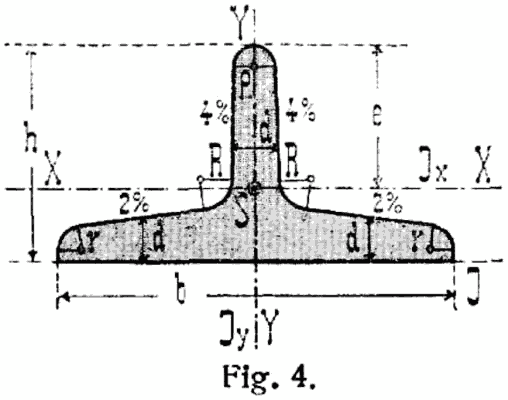
T-järn

T-järn är en varmvalsad liksidig profil av stål med avrundad övergång och kant som liknar ett T, specificerad i EN 10055.